# Louis Müller (Architekt)
Louis Müller, häufig auch Ludwig Müller, (* 16. Juni 1842 in Wilhelmshöhe bei Kassel; † 13. Dezember 1898 in Straßburg im Elsass) war ein deutscher Architekt.

## Leben
Müller wurde 1842 in Kassel als Sohn des Kaskadenaufsehers Friedrich Müller und dessen Ehefrau Martha, geb. Dornemann geboren. Er besuchte die Höhere Gewerbeschule Kassel und war dort Schüler von Georg Gottlob Ungewitter. Von 1858 bis 1864 war er unter anderem als Zeichner beim Bau der Marienburg im Büro von Conrad Wilhelm Hase beschäftigt. In den 1860er Jahren war Mitarbeiter von Edwin Oppler in Hannover. Nach Bestehen des Baumeister-Examens (des 2. Staatsexamens im Baufach) war er bei der Frankfurt-Hanauer Eisenbahn-Gesellschaft in Frankfurt am Main beschäftigt. Später wechselte er als Direktor zur Frankfurter Baubank.
Von 1875 bis 1881 war Müller ausführender Architekt der von Franz Josef Denzinger entworfenen Dreikönigskirche in Frankfurt-Sachsenhausen. Sein eigener Wettbewerbsentwurf für den Bau der Lutherkirche in Frankfurt (1887) wurde mit einem 2. Preis ausgezeichnet, kam aber ebenso wenig zur Ausführung wie seine Entwürfe für die Restaurierung des Bremer Doms (1888) und den Neubau der Peterskirche in Frankfurt am Main. Der Durchbruch als Architekt gelang ihm 1892 beim Architekturwettbewerb für die evangelische Garnisonkirche in Straßburg, die von 1892 bis 1897 nach seinen Entwürfen ausgeführt und am 9. Mai 1897 eingeweiht wurde. Nur anderthalb Jahre später starb Müller in Straßburg an einer Herzlähmung. Er führte zu dieser Zeit den Ehrentitel eines Baurats.

## Schriften
- Die neue evangelische Garnison-Kirche zu Strassburg im Elsaß. Kerler, Ulm 1899.